# Disprozij
Disprózij je kemični element, ki ima v periodnem sistemu simbol Dy in atomsko število 66.

## Pomembne lastnosti
Disprozij je redkozemeljski element s kovinskim, svetlo srebrnim leskom. Na zraku je pri sobni temperaturi relativno stabilen, a se hitro raztopi v raztopinah ali koncentriranih mineralnih kislinah, kjer odda vodik. Je dovolj mehak, da ga lahko režemo z nožem, obdelujemo ga lahko brez iskrenja, če se izognemo pregrevanja. Lastnosti disprozija se lahko zelo spremenijo celo pri malih količinah nečistoč.

## Zgodovina
Disprozij je leta 1886 v Parizu kot prvi prepoznal francoski kemik Paul-Émile Lecoq de Boisbaudran; samega elementa pa niso izolirali v relativno čisti obliki, dokler v 50. letih 20. stoletja niso izpopolnili tehnike izmenjave ionov in metalografske redukcije. Ime disprozij izhaja iz starogrške besede dysprositos, kar pomeni nedostopen.

## Najdišča
Disprozija nikoli ne najdemo kot prosti element, vendar ga najdemo v številnih mineralih, vključno s ksenotimom, fergusonitom, gadolinitom, euksenitom, polikrazom, blomstrandinom, monazitom in bastnazitom, pogosto z erbijem in holmijem ali drugimi redkozemeljskimi elementi.